# Mario Fernández Cuesta
Mario Fernández Cuesta més conegut simplement com a Mario (Santander, 30 d'abril de 1988) és un futbolista professional càntabre que juga com a porter pel Tropezón.

## Carrera futbolística

### Racing Santander
Producte del planter del Racing de Santander, Fernández fou ascendit al primer equip la temporada 2009–10, per fer de suplent del consolidat Toño i de Fabio Coltorti. Afavorit per una greu lesió del darrer, va començar a ser convocat per alguns partits, alhora que jugava amb el Racing de Santander B a la segona B.
El 6 de gener de 2010, Fernández va debutar oficialment amb el primer equip, en una victòria a fora per 3–2 contra l'AD Alcorcón a la Copa del Rei – i també va jugar al partit de tornada (empat 0–0), afegint altres dues aparicions amb el club, en una copa en què el Racing va arribar a semifinals. Així que els càntabres varen assegurar-se la permanència, i el titular Toño fou sancionat, va debutar a La Liga el 15 de maig de 2011, essent nomenat millor jugador del partit en una derrota per 1–2 contra l'Sporting de Gijón.

### Osasuna
El 4 d'agost de 2015, Fernández va signar un contracte per dos anys amb el CA Osasuna de la segona divisió. Usat principalment com a suplent de Nauzet Pérez i relegat després a ser tercera opció després de l'arribada de Salvatore Sirigu, va deixar el club quan va expirar el seu contracte el juny de 2017.

### Rayo Vallecano
El 18 d'agost de 2017, com a agent lliure, Fernández va signar un contracte per un any amb el Rayo Vallecano de segona divisió. Només va aconseguir jugar dos partits durant la seva estada al Campo de Fútbol de Vallecas, en un any en què l'equip va tornar a primera en ser camppions de segona.

### Cartagena
Fernández va tornar a Segona B el 2018, amb 30 anys, signant contracte amb l'FC Cartagena.